# 정용
정용(鄭溶, 1959년 12월 22일 ~ )은 대한민국의 제7대 대구광역시의원이다.

## 학력
- 상주중학교
- 서대전고등학교
- 대구대학교 사회학과 학사 졸업

### 비학위 수료
- 영남대학교 환경대학원 환경·도시계획학과 석사 졸업
- 영남대학교 대학원 지역개발학과 행정학 박사 수료

## 경력
- 민주평화통일자문회의 수성구 협의회 자문위원
- (사)대한노인회 수성구지회 특별회원
- (사)대구 문화시민운동협의회 위원
- 안면도 국제꽃박람회 홍보위원
- 인천 세계도시축전 홍보위원
- (사)한국지역균형연구원 등기이사
- 국민권익위원회 명예상담위원
- 한국청년회의소 특우회 중앙임원
- (사)한국희귀난치성어린이재단 상임이사
- 영남일보 객원 기자
- 경상북도 공무원 교육원 강사
- 영남대학교 지역 및 복지행정학과 강사
- 대구과학대학교 겸임 교수
- 경일대학교 겸임 교수
- 경일대학교 대학원 강사
- 영남대학교 행정대학원 강사
- 한나라당 최고위원
- 2011 대구광역시의회 후보
- 2016 대구광역시 동구의회 후보
- 2017.04 ~ 2018.06 제7대 대구광역시의회 의원
- 2017.04 ~ 2018.06 제7대 대구광역시의회 후반기 건설교통위원회 위원·운영위원회 위원
- 2017.12.21 자유한국당 탈당 및 국민의당 입당
- 2018.01 ~ 2018.02 국민의당 대구광역시당 수성구 지역위원장
- 2018.02 ~ 2018 바른미래당 대구광역시당 수성구 을 공동지역위원장
- 자유공화당 대구광역시당 선거대책위원 위원장

## 역대 선거 결과
|  | 10.49% |

|  | 12.05% |

|  | 31.63% |

|  | 43.09% |

|  | 8.27% |